# Geocoris atricolor
Geocoris atricolor é uma espécie de inseto de olhos grandes da família Geocoridae . É encontrado na América do Norte.

## References
1. ↑  «Geocoris atricolor Report». Integrated Taxonomic Information System. Consultado em 24 de setembro de 2019
2. ↑  «Geocoris atricolor». GBIF. Consultado em 24 de setembro de 2019
3. ↑  «Geocoris atricolor species Information». BugGuide.net. Consultado em 24 de setembro de 2019
4. ↑  Dellapé, Pablo M.; Henry, Thomas J. (2019). «species Geocoris atricolor Montandon, 1908». Lygaeoidea Species File. Consultado em 2 de julho de 2019